# Toppkeller

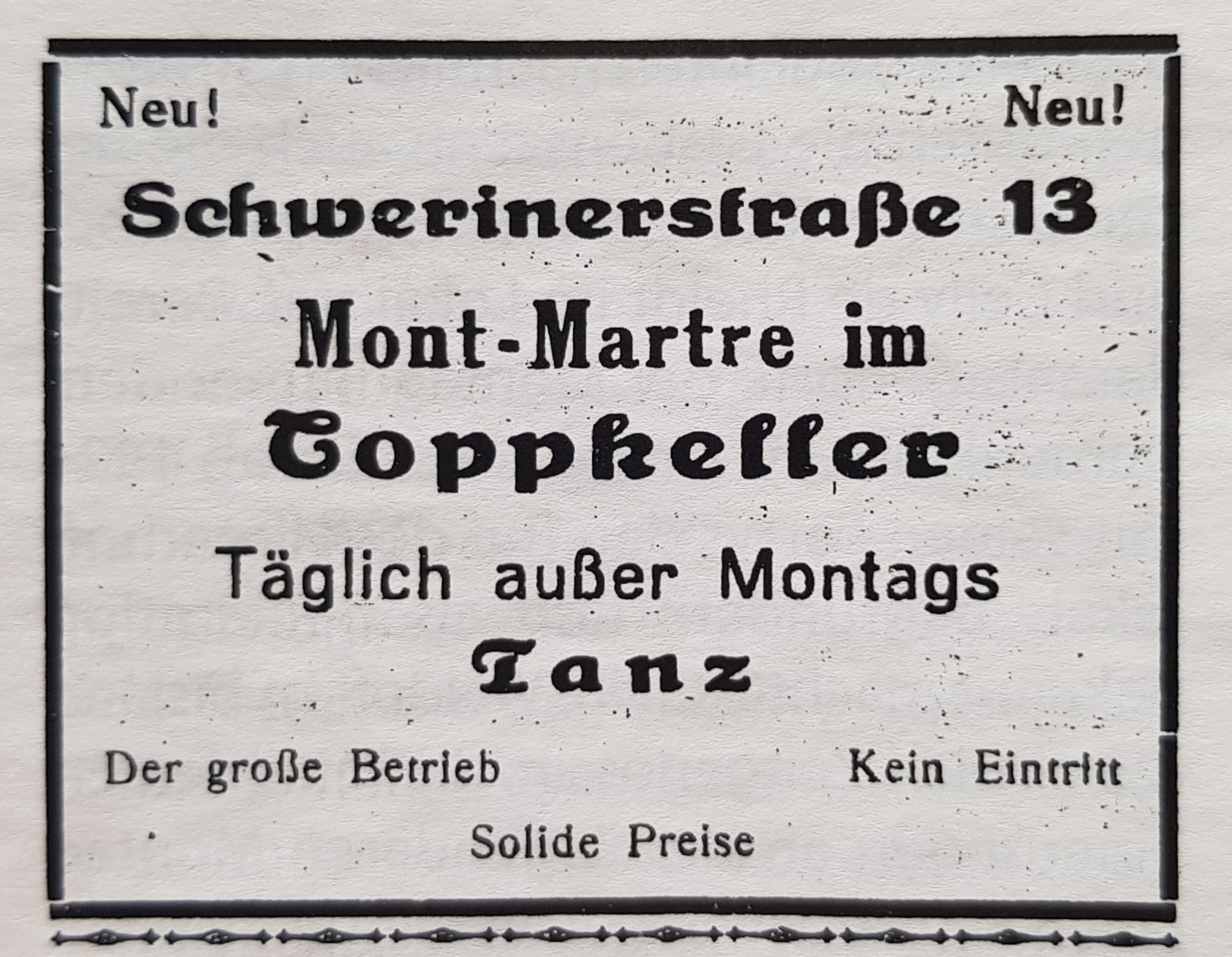
Anzeige des Toppkeller von 1929

Der Toppkeller war ein Vergnügungslokal in Berlin. Es existierte von 1924 bis 1930 und war für die lesbische Szene des damaligen Berlins eines der bekanntesten Tanzlokale und kultureller Treffpunkt. Bekannt war es vor allem für seine offene und permissive Atmosphäre.

## Geschichte
Die genauen Anfänge des Toppkellers als lesbischer Veranstaltungsort lassen sich zeitlich schwer bestimmen. Bereits im Kaiserreich befand sich am selben Standort in Schöneberg ein Lokal namens „Westend-Ressource“, später umgetauft in „Gründers Festsäle“, nach den Eigentümern Wilhelm und Wilhelmine Gründer. Wie bei vielen Festsälen wurden die Räume an Veranstalter vergeben, die so für Auslastung sorgten.
1924 begründete der von nun an jeden Montag ab 21 Uhr stattfindende Damenklub „Lotterieverein Die Pyramide“, dem einige ältere Damen vorstanden, den Ruf des Toppkellers als lesbischen Treffpunkt. Ab 1927 fanden dann an allen Tagen lesbische Veranstaltungen statt. Zwei der Veranstalterinnen sind durch Spitznamen bekannt, die „Zigeunerlotte“ und die „Rheinische Käthe“. Ruth Margarete Roellig nannte die Zigeunerlotte in ihrem zeitgenössischen Szeneführer "die Seele des Ganzen; sie kennt ihre Besucherinnen, die sie zumeist duzt, sie weiß, was nötig ist zur Unterhaltung der Gäste, und ”Stimmung Stimmung, Kinder" ist ihre ständige Mahnung, die sie in den Saal ruft."
1929 übernahm der Gastwirt Willy Dubrau den Toppkeller vom Ehepaar Gründer, der Wechsel blieb aber ansonsten folgenlos. 1930 wurde der Toppkeller geschlossen.

## Profil
Der Toppkeller lag im dritten Hinterhof in der "in Düsternis verschwimmenden" Schwerinstraße 13 in Schöneberg. Um ihn zu erreichen, musste man von der Straße aus durch einen langen, dunklen Gang und eine Treppe hinunter gehen und kam durch einen Vorraum zum eigentlichen Saal. Alle zeitgenössischen Berichte vom Toppkeller erwähnen, dass er ausgesprochen heruntergekommen war, offensichtlich investierten die Wirte in keiner Weise in die Säle. Roellig beschrieb ihn als „alt, hässlich, verschwenderisch mit bunten, billigen Papiergirlanden geschmückt, die künstlich seine ärmliche Fadenscheinigkeit verdecken sollen“. Der Saal war ihr zufolge von „leidlicher Größe“, ein Gemälde Rudolf Schlichters von 1925 mit dem Titel Damenkneipe, das den Toppkeller abbildet, zeigt einen Raum mit ungedeckten Tischen, groß genug für wenige hundert Menschen.
Wie in vielen anderen lesbischen Lokalen war der Toppkeller offen für Männer, die durch die Verteilung von Werbekarten in der Nachbarschaft angeworben, häufig aus voyeuristischen Gründen kamen und als „Zechemacher“ (also umsatzerhöhende Gäste) im Vorraum geduldet wurden. Dort war auch der Empfang, der von mehreren "sehr männlichen" und großen, zigarrerauchenden Frauen bestellt wurde. Der große Saal war für Frauen reserviert, neben dem eigentlichen lesbischen Publikum gab es nach einigen Berichten auch zahlreiche Prostituierte im Publikum. Der Toppkeller galt als „Börse“, also Treffpunkt für lesbische Frauen, die sich sexuell ausleben wollten.
Der Toppkeller erwarb sich rasch aufgrund der ausgesprochen ausgelassenen und permissiven Atmosphäre im Verbund mit günstigen Preisen und häufigen Veranstaltungen ohne Eintritt ein auch sozial breit gemischtes Publikum. Gertrude Sandmann berichtete später, der Toppkeller war „etwas Einmaliges. Dort traf sich wirklich alles: die Akademikerin wie die Verkäuferin, die ‚Dame von der Straße‘ wie die Dame der Gesellschaft, prominente Künstlerinnen wie die Arbeiterin. [...], im Vorraum an der Theke standen Kneipengäste der Gegend. Dahinter der große Saal voller Frauen: Tanz, laute Musik, unvergeßliche Stimmung der Lebenslust, Gemeinsamkeit und Freiheit. [...] Vielleicht war auch dieses Elementare, Losgelassene, Gefährliche das, was die besondere Anziehungskraft des Toppkellers ausmachte.“ Claire Waldoff beschrieb das Publikum als bunt gemischt aus Malerinnen, Modellen, bekannten Malern aus Paris, schönen eleganten Frauen und verliebten kleinen Angestellten. Zu den regelmäßigen Gästen zählten auch Anita Berber, Celly de Rheidt, Hilde Radusch und Susi Wannowsky sowie Charlotte Wolff, die den Ort ambivalent erlebte: „Zu einer bestimmten Zeit wurden die Türen verriegelt. Dann fühlte man sich mehr eingesperrt als sicher.“
1928 stellte der Fotograf Umbo in einer seiner ersten Ausstellungen Porträts im Toppkeller aus. Am 13. April desselben Jahres gastierte hier erstmals das von Dinah Nelken, Paul Marcus und Rolf Gero gegründete Kabarett „Die Unmöglichen“, das allerdings nach kurzer Zeit aufgrund behördlichen Verweises in einen anderen Saal in der Lutherstraße 31 umzog.